# Ельга
Ельга — река в России, протекает по Онежскому району Архангельской области. Устье реки находится в 5,5 км по левому берегу реки Нижняя Охтома, впадающей в реку Илекса. Длина Ельги составляет 20 км, площадь водосборного бассейна — 137 км².
Правый приток — Берёзовый.

## Данные водного реестра
По данным государственного водного реестра России относится к Балтийскому бассейновому округу, водохозяйственный участок реки — Водла, оз. Водлозеро, речной подбассейн реки — Свирь (включая реки бассейна Онежского озера). Относится к речному бассейну реки Нева (включая бассейны рек Онежского и Ладожского озера).
Код объекта в государственном водном реестре — 01040100312102000016471.